# 大岡村 (静岡県)
大岡村（おおおかむら）は、静岡県東部、駿東郡にあった村である。現在の沼津市北東部、大岡地区にあたる。

## 交通

### 鉄道
村内を御殿場線が通るが、駅はなく、廃止後に大岡駅が開業した。

### 道路
- 国道1号

現在は旧村域を国道246号、国道414号が通過するが、合併当時は未制定。

## 教育機関
- 大岡学舎(現・沼津市立大岡小学校)

大岡南小学校、大岡中学校は合併当時未開校。

## 歴史
- 1874年（明治7年） - 北小林村、南小林村、上石田村、下石田村、中石田村、日吉村、高田村、木瀬川村が合併し、大岡村が成立。
- 1879年（明治12年）3月12日 - 郡区町村編成法の静岡県での施行により駿東郡が発足、同郡所属となる。
- 1889年（明治22年）4月1日 - 町村制施行に伴い大岡村が単独で村制を施行。
- 1944年（昭和19年）4月1日 - 金岡村、静浦村、片浜村とともに沼津市に編入され消滅。